# Captain Flip
Captain Flip — сімейна гра італійських авторів настільних ігор Ремо Концадорі та Паоло Морі. Гра розрахована на двох-п'ятьох гравців і була видана у 2024 році видавництвом PlayPunk. Того ж року гра була номінована на нагороду Spiel des Jahres разом із іграми Слідами Дарвіна та Пілоти.

## Опис та компоненти
У грі Captain Flip гравці, виконуючи ролі капітанів піратів, намагаються зібрати найкращу команду, щоб знайти цінні скарби у вигляді монет.
Ігровий комплект складається з 72 двосторонніх плиток персонажів (дев'ять персонажів, кожен з яких зустрічається 16 разів), карти скарбів, тканинного мішечка, трьох допоміжних карток, 10 двосторонніх плиток пригод із зображенням піратського корабля та 58 монет.

## Ігровий процес
Гра розрахована на двох-п'ятьох гравців, які грають один проти одного. Під час підготовки до гри всі плитки персонажів поміщаються в тканинний мішечок, карта скарбів і монети розміщуються в центрі столу. Кожен гравець отримує випадково обрану плитку пригод як піратський корабель, і гравцям видаються допоміжні картки з описом різних персонажів, їх властивостей та ефектів плиток пригод.
Гра триває по черзі, починаючи з гравця, на плитці пригод якого зображено піратський прапор. Активний гравець спочатку витягує випадкову плитку персонажа з мішечка так, щоб бачити тільки одну сторону. Гравець може залишити видимого персонажа або вирішити взяти іншого, розміщеного на зворотному боці плитки. Після прийняття рішення змінити вибір вже не можна. Гравець розміщує плитку на найнижчому вільному полі будь-якої колонки свого піратського корабля і виконує миттєвий ефект персонажа та, за необхідності, ефект плитки пригод. Ефекти, зазначені на плитці для завершення гри, активуються лише під час фінального підрахунку.
Коли один із гравців заповнює чотири колонки на своїй плитці пригод, гра завершується, і всі гравці дограють поточний раунд. Потім активуються ефекти всіх наявних персонажів і піратського корабля. Гравець, який набрав найбільшу кількість монет, стає переможцем. Якщо є кілька гравців з однаковою кількістю монет, виграє той, у кого є карта скарбів; якщо цей гравець не бере участі у рівності, переможці розділяють перемогу.

## Випуски та відгуки
Гра була розроблена Ремо Концадорі та Паоло Морі і вийшла на початку 2024 року у видавництві PlayPunk італійською, німецькою та англійською мовами, а також у багатомовній версії на нідерландській, французькій, німецькій та англійській мовах. Того ж року видавництво ADC Blackfire Entertainment випустило її чеською та словацькою мовами.
У червні того ж року гра була номінована на Spiel des Jahres разом із іграми Стежками Дарвіна та Пілоти . Журі аргументувало свій вибір тим, що це дуже доступна гра з простими рішеннями, «в якій усі беруть участь», завдяки чому «з мінімальними правилами досягається захоплюючий ігровий досвід, який залишається напруженим до самого кінця.»
Ігровий критик Удо Бартш у Spielbox зазначив: «Від самого початку Капітан Фліп розважає гумором, напругою та цікавістю» Він також поставив грі 7 з 10 можливих балів. Гаральд Шраперс також оцінив гру на 7 з 10 балів і описав її у своєму блозі як «легку та швидку гру, в якій не варто надто засмучуватися через невдалу плитку.»